# Victoria's Secret
Victoria's Secret is een Amerikaans bedrijf in dameskleding, lingerie en schoonheidsproducten.
Het is het grootste onderdeel van het beursgenoteerde L Brands inc. met een verkoop van meer dan 5 miljard dollar en een bedrijfsresultaat van 1 miljard dollar in 2006.
Victoria's Secret staat bekend om haar modeshows en catalogi, met modellen zoals Heidi Klum, Adriana Lima, Alessandra Ambrosio, Doutzen Kroes en Miranda Kerr. Ook de Nederlandse Romee Strijd is een Victoria's Secret Angel.

## Geschiedenis
Victoria's Secret is begonnen in San Francisco, Californië in 1977 door Roy Raymond, een afgestudeerde aan de Stanford Graduate School of Business, die zich schaamde als hij lingerie voor zijn vrouw probeerde te kopen in het openbaar of een warenhuis. Hij opende de eerste winkel in het 'Stanford Shopping Center'. Deze werd snel gevolgd door een catalogus waar men per post kan bestellen en drie andere winkels.
Raymond koos voor de naam 'Victoria', naar koningin Victoria van het Verenigd Koninkrijk, om zich te associëren met de verfijning van het victoriaanse tijdperk. De naam 'Secret' was bedoeld als verrassing onder de kleding.
De winkels waren bedoeld om een comfortabele omgeving voor mannen te bieden, met houten wanden met panelen, een victoriaanse inrichting en behulpzaam personeel. In plaats van rekken met beha's en slipjes in elke maat, waren er slechts voorbeelden, paarsgewijs op een soort dubbele kleerhanger aan de muur gehangen. Mannen kunnen de voorbeelden bekijken en vervolgens helpt het verkooppersoneel met het inschatten van de juiste maat om die dan uit het magazijn te halen.
Na 5 jaar, in 1982, verkocht Roy Raymond het bedrijf aan The Limited. The Limited hield het persoonlijke imago van Victoria's Secret intact. Victoria's Secret werd snel uitgebreid naar de Amerikaanse winkelcentra gedurende de jaren tachtig.
Het bedrijf kon een uitgebreid scala aan producten bieden (zoals schoenen, avondkleding, parfums) via een catalogus die acht keer per jaar werd verstuurd.
In het begin van de jaren negentig was Victoria's Secret de grootste Amerikaanse lingerieverkoper geworden met meer dan een miljard dollar omzet.
Op 10 juli 2007 verkocht Limited Brands Inc 75 procent van de Limited kledingketen aan bedrijfsovernamefirma Sun Capital Partners Inc. om zich te concentreren op en het stimuleren van omzetgroei van Victoria's Secret-lingeriewinkels en de Bath&Body Works-eenheden, die 72% van de inkomsten en bijna alle winst in 2006 van de firma behaalden.

## Marketingstrategie

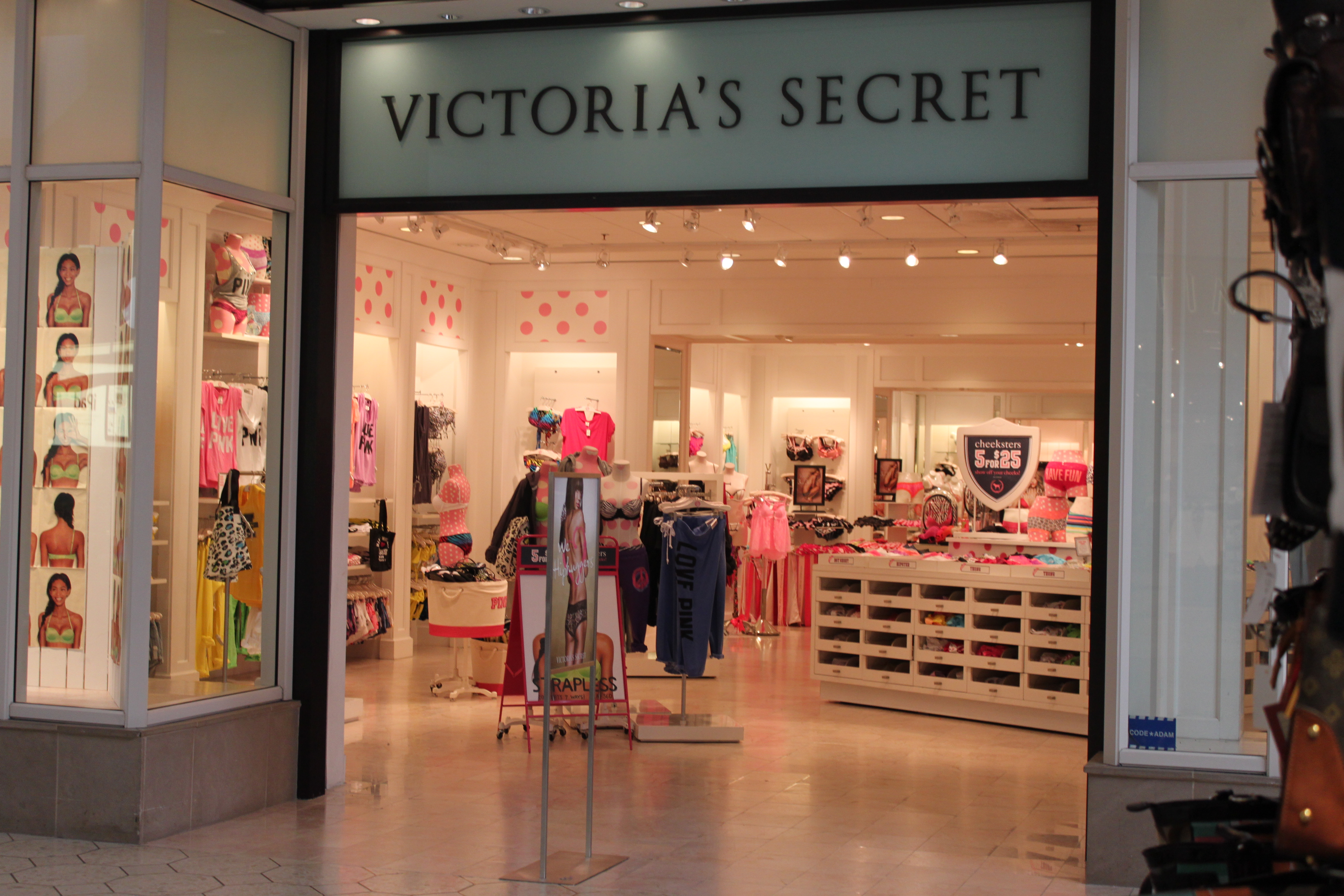
Een Victoria's Secret-filiaal in Ann Arbor

Er zijn ongeveer 1000 Victoria's Secret lingeriewinkels en 100 stand-alone Victoria's Secret Beauty Stores in de VS, meestal op basis van het winkelcentrum.
Zij verkopen onder meer beha's, slipjes, lingerie, schoonheidsproducten en beddengoed.
Victoria's Secret verstuurt meer dan 400 miljoen van haar catalogi per jaar. Met de milieubeweging heeft Victoria's Secret een akkoord bereikt om de catalogus van 2006 milieuvriendelijker te maken.
Begin jaren tachtig bouwde Victoria's Secret een vrij conservatief imago op, met een middenklasse klantenbestand in het achterhoofd en vermeed alle connotaties met ranzigheid die lingerie kan oproepen.
Het bedrijf kreeg bekendheid in het begin van de jaren 1990, nadat het gebruik begon te maken van supermodellen in haar reclame en modeshows.

## Victoria's Secret Fashion Show
In 1995 hield Victoria's Secret haar eerste modeshow.
Ze ontving wereldwijd persaandacht en werd het "lingerie-evenement van de eeuw" genoemd.
In 1996 werd de show al een stuk extravaganter en werd de "fantasy bra" in het leven geroepen. Ook was dit het jaar waarop Victoria's secret begon met het inzetten van populaire modellen zoals Tyra Banks, Karen Mulder en Claudia Schiffer, later bekend als "Victoria's Secret Angels".
Het bedrijf maakte geschiedenis in 1999 met de eerste uitzending van een live modeshow online en tegelijkertijd op Times Square. Het trok 1,5 miljoen kijkers en werd aangekondigd tijdens de Super Bowl.
In 2000 werd de show gehouden in Cannes, tijdens het filmfestival, om fondsen te vergaren voor 'Cinema Against AIDS', wat 3,5 miljoen dollar opbracht.
In 2001 maakte Victoria's Secret Fashion Show zijn debuut op televisie, uitgezonden door ABC trok het miljoenen kijkers, maar veroorzaakte ook controverse. Elke keer dat het programma werd uitgezonden, werd de Federal Communications Commission gebombardeerd met klachten.
In 2004 deden, in plaats van de jaarlijkse modeshow, The Angels (Tyra Banks, Heidi Klum, Gisele Bundchen, Adriana Lima, Alessandra Ambrosio) een Angels Across America Tour, een campagne voor het merk met een bezoek aan de vier grote steden, New York, Miami, Las Vegas en Los Angeles.
De show van 2007 bevatte een optreden van de Spice Girls en kreeg bekendheid als het Amerikaanse tv-debuut van de band na zijn terugkeer.
De modeshow toont meestal lingerie en een "Fantasy Bra".
De show is inmiddels uitgegroeid tot een evenement met uitgebreide gekostumeerde lingerie, gevarieerde muziek en ontwerpen volgens verschillende thema's. De show trekt honderden beroemdheden, bijzondere artiesten en/of acts per jaar.
De gigantische engelenvleugels gedragen door de modellen, evenals andere vleugels van verschillende vormen en maten, zoals vlinder-, pauwen- of duivelvleugels zijn Victoria's Secrets handelsmerk. De modeshow is ook een bijeenkomst van de huidige supermodellen.
In het verleden was het merendeel van de kleding die tentoongesteld werd niet beschikbaar voor het grote publiek, maar in 2005 was de show specifiek voor kleding beschikbaar voor het grote publiek via de catalogus.
In 2016 vond voor het eerst in de geschiedenis de show plaats in Parijs. The Angels Taylor Hill, Romee Strijd, Jasmine Tookes, Adriana Lima, Elsa Hosk, Josephine Skriver, Alessandra Ambrosio, Martha Hunt, Behati Prinsloo, Sara Sampaio en Lily Aldridge liepen de runway vergezeld door beste zangers van het moment (Lady Gaga, Bruno Mars en The Weeknd). De 'Fantasy Bra' werd dit jaar gedragen door Jasmine Tookes. Joan Smalls droeg de grootste vleugels ooit. De 'IT-girls' die dit jaar mee mochten lopen waren Kendall Jenner, Gigi Hadid en haar zus Bella Hadid. Zij waren ook de eerste zussen die ooit samen liepen in de show.
Elk jaar mogen in de show een paar zangers of bands op de catwalks zingen. Zo zijn Justin Bieber, Bruno Mars (2x), Selena Gomez, Ariana Grande, Taylor Swift, The Weeknd (2x), Lady Gaga, The Black Eyed Peas, Justin Timberlake, Maroon 5, Nicky Minaj, Katy Perry, Hozier, Ed Sheeran, Usher, Rihanna, Kanye West and Jay-Z, Akon en anderen al te gast geweest bij de grootste fashionshow op aarde.
Adriana Lima heeft een record van 17 shows op haar naam staan, hoewel Alessandra Ambrosio de oudste is.

## Victoria's Secret Pink
In juli 2004 werd Pink gelanceerd, een lijn vrijetijdskleding, beddengoed en lingerie voornamelijk gericht op studenten.
Alessandra Ambrosio werd de eerste woordvoerder.
Pink-modellen tonen de collectie op de universitaire campussen van de VS. De onderneming bereikt de jongerenmarkt via MySpace, Facebook, partnerschappen met MTV en op de jeugd georiënteerde blogs.